# آشوک کومار
آشوک کومار (بنگالی: অশোক কুমার গাঙ্গুলী؛ ۱۳ اکتبر ۱۹۱۱ – ۱۰ دسامبر ۲۰۰۱) خواننده، هنرپیشه، نقاش، کارگردان، و تهیه‌کننده اهل کشور هند بود. وی بین سال‌های ۱۹۳۶ تا ۱۹۹۷ میلادی فعالیت می‌کرد.
از فیلم‌ها یا برنامه‌های تلویزیونی که وی در آن نقش داشته است می‌توان به دختر ناپاک‌زاده اشاره کرد.
وی همچنین برنده جوایزی همچون جوایز فیلم‌فیر شده است. حکومت هند نیز چندین بار به وی جوایزی اعطا نموده است.

## فیلم‌شناسی
فهرست برخی از فیلم‌هایی که آشوک کومار در آنها به ایفای نقش پرداخته است:
- دختر ناپاک‌زاده
- حفاظت
- بزرگ
- اشک‌ها تبدیل شده‌اند به شعله
- آنچه که حرکت می کند یک ماشین است
- همایون
- زن متاهل
- بحث کوچک
- بندینی
- عاطفه
- نام من رانی است
- نگهبان وطن
- مورانی قهرمان می‌شود
- دارماپوترا
- گل خاک
- بی‌وفا
- گل برای پوجا
- ماه و خورشید
- آکاشدیپ
- مادر شدن
- ساتیاکم
- بازگشت دزد جواهرات
- شرافت
- عصر جدید
- کاخ رویاها
- دختر رویایی
- نور
- مردم حولدار
- خون ما
- طوایف
- دیوانهٔ تو
- باروت
- جواهرات رنگارنگ
- برکت
- پل هوراه
- پیوند
- لذت آشرام
- در چشم شما
- عروس کودک
- یک شب بارانی
- تصویر نگار
- مه
- جدایی
- دنیای جدید
- تهاجم
- نور جاویدان
- غافل
- رابطه منحصربه‌فرد
- تقاضا
- آرجون پاندیت
- اصلی و بدلی
- جمعیت
- کبوتر بزرگ
- آن که رشد می‌کند ریش است
- دنبال‌کننده حواصیل
- باهو بیگم
- پلیس دزد
- مادربزرگ
- دانه و آب
- بخش ۳۰۲
- رابطه با درد